# Orocó
Orocó là một đô thị thuộc bang Pernambuco, Brasil. Đô thị này có diện tích 562,64 km², dân số năm 2007 là 10873 người, mật độ 19,32 người/km².